# Evers-Krenz-Verlag
Der Evers-Krenz-Verlag, vormals Chery Verlag, war ein Buch- und Zeitschriftenverlag in Berlin und Leipzig. Er bestand von 1946 bis 1952.

## Geschichte

### Chery Verlag
Ende 1945 gründete der ehemalige Plakatzeichner Cheri Karl Gessinger  den Chery Verlag in der Linienstraße 145 in Ost-Berlin. Anfang 1946 erhielt er von den sowjetischen Militärbehörden die Lizenz dafür. Er gab dort Berlins Modenblatt und ein Kinderbuch von Anna P. Wedekind-Pariselle heraus. Die Illustratorin des Kinderbuchs Elly Lemke-Czerwinsky wohnte im Haus des Verlages.

### Evers-Krenz-Verlag
Noch 1946 übernahmen Albert Evers und Hermann Krenz den Verlag in der Linienstraße 145 und nannten ihn Evers-Krenz-Verlag. Sie führten die Modezeitschrift weiter und legten das Kinderbuch 1946 noch einmal auf. Für Berlins Modenblatt zeichnete Cheri Karl Gessinger zwischen 1945 und 1949 Do it yourself Anleitungen auf hauchdünnem Papier, nach denen man Kriegsbekleidung zum Herbstmantel umarbeiten, eine Fliegerjacke entnazifizieren oder Unterwäsche aus aufgetrennten Getreidesäcken häkeln konnte. Aufgrund der Materialknappheit in der Nachkriegszeit waren die Schnittmuster sehr beliebt. Die monatlich erscheinende Zeitschrift hatte 1949 eine Auflage von 50.000 Stück.
1947 veröffentlichte der Verlag ein weiteres Kinderbuch von Anna P. Wedekind-Pariselle. Evers und Krenz richteten auch eine Filiale in Leipzig in der Beethovenstraße 25 ein.
1952 wurde der Evers-Krenz-Verlag aufgelöst und in den neuen Verlag für die Frau in Leipzig integriert, wo Berlins Modenblatt als Monatszeitschrift weitergeführt wurde, die 1962 in die Zeitschrift Pramo (= Praktische Mode) aufging.

## Publikationen
Zeitschrift
Im Evers-Krenz-Verlag wurde eine Modezeitschrift herausgegeben

- Berlins Modenblatt, 1945 im Chery Verlag gegründet, 1946–1952 im  Evers-Krenz-Verlag, 1952–1962 im Verlag für die Frau; erste  Moderedakteurin war Anna P. Wedekind-Pariselle, 1949 50.000 Exemplare[7][8]

Kinderbücher
Es erschienen zwei Kinderbücher
- Anna P. Wedekind-Pariselle: Bunte Reise im Kreise, Zeichnungen von Elly Lemke-Czerwinski, 1946 im Chery Verlag, 1946 noch einmal im Evers-Krenz-Verlag.
- Anna P. Wedekind-Pariselle: Es schlägt die Uhr – wie spät ist's nur?, Zeichnungen von Elli Lemke-Czerwinski, 1947, zum Erlernen der Uhr für Kinder.